# 赵兴
赵兴（粵拼：ziu6 hing1；?—前112年），中国西汉时期南越国的第四代君主，公元前113年至前112年在位，是南越国第三代君主赵婴齐的次子，漢朝人樛氏所生。中國史料《史記》、《漢書》等都沒有關於趙興諡號的記載，而根據越南《大越史記全書》的說法，趙興的谥号為“南越哀王”。

## 生平
公元前135年，南越国第二代君主赵眜被迫把太子赵婴齐送到汉武帝身边做宿卫长达13年（一说10年）之久。赵婴齐在去长安之前，曾经在南越國娶当地的女人为妻，并生了长子赵建德，赵婴齐去长安做宿卫后，又娶了邯郸樛氏做妻子，生下次子赵兴。赵兴生长于长安，公元前122年（一说前125年）赵眜病逝，赵婴齐继承王位，他没有按常理把长子赵建德立为太子，而是把次子赵兴立为太子，把樛氏立为王后。
公元前113年，赵婴齐病逝，赵兴继承王位，其母亲樛氏当上王太后。据《史记》记载，樛太后在没有嫁给赵婴齐时，曾与霸陵人安国少季私通。汉武帝派安国少季出使南越，前去告谕赵兴和樛太后，让他们比照内地诸侯进京朝拜天子；同时命辩士谏大夫终军、勇士魏臣等辅助安国少季出使，卫尉路博德则率兵驻守在桂阳，以接应使者。
此时的赵兴尚年轻，樛太后是中原人，南越国的实权实际上掌握在丞相吕嘉手中。据《史记》记载，安国少季来南越后，又与樛太后私通，南越人因此多不信任樛太后。樛太后害怕发生动乱，也想依靠汉朝的威势，多次劝说赵兴和群臣归属汉朝。于是就通过使者上书给汉武帝，请求比照内地诸侯，三年去长安朝见汉武帝一次，并且撤除和汉朝交界的边境要塞。
汉武帝答应了南越国的请求，赐给南越国丞相、内史、中尉、大傅等予官印，其余官职由南越国自置，这样意味着汉朝朝廷直接对南越国高级官员进行任免。汉武帝还废除了南越国以前的黥刑和劓刑等野蛮酷刑，比照内地诸侯用汉朝的法律。同时将派往南越的使者都留下来镇抚南越，力求南越的局势平稳。赵兴和樛太后接到汉武帝的谕旨后，马上准备行装，为进京朝见汉武帝而做准备。
南越国的丞相吕嘉年龄很大，从赵眜、赵婴齐一直到赵兴，曾经辅助过三位南越王，他的宗族在南越当官的有70多人，又与南越王室有联姻，在南越国的地位十分显要，深得南越人的信任，甚至超过赵兴的威望，是南越国的实权掌握者。吕嘉多次反对内属汉朝，但赵兴一直未理，使吕嘉产生了背叛的念头，屡次托病不去会见汉朝使者。
赵兴和樛太后害怕吕嘉首先发难，就安排了一个酒宴，宴请汉朝使者和吕嘉，想借汉使之力来杀死吕嘉等人。在宴席中，太后当面指出吕嘉不愿归属汉朝的行为，想以此激怒汉使出手杀死吕嘉。可此时身为将军的吕嘉之弟正率兵守在宫外，安国少季等使者犹豫不决，最终没敢动手。此时吕嘉见形势不妙，随即起身出宫，樛太后大怒，用矛撞击吕嘉，但被赵兴阻止了。
吕嘉回去后，把他弟弟的兵士分出一部分安排到自己的住处加强防卫，托病不再去见赵兴和使者。并暗中同大臣们密谋，准备发动叛乱。赵兴一向无意杀掉吕嘉，吕嘉自己也知道这一点，因此数月过去，吕嘉都没有采取行动。樛太后想自己动手杀掉吕嘉，但因为在南越权势单薄，没有能力完成此事。
汉武帝得到了南越国政权危机四伏的消息，责怪安国少季等使者的胆怯无能；同时又认为赵兴和樛太后已经归附汉朝，唯独吕嘉作乱，不值得兴师动众，想派庄参率2000人出使南越。庄参觉得，如果是去和平谈判，几个人就足够，如果是去动武，2000人远远不够。所以一直推辞不肯去，汉武帝罢免了庄参的官。此时，郏壮士、原济北王的丞相韩千秋自告奋勇的出来，愿意领兵出使南越。
于是汉武帝于元鼎五年（前112年）派遣韩千秋和樛太后的弟弟樛乐，率兵2000前往南越。当韩千秋和樛乐进入南越之后，吕嘉等人终于发动叛乱了。吕嘉首先制造舆论，称赵兴太年轻，樛太后是中原人，又与汉朝使者有奸情，一心想归属汉朝，没有顾及南越国的社稷，只顾及得汉朝皇帝的恩宠。又称樛太后去长安是为了把南越的珍宝献给汉朝皇帝，把南越國人卖给汉朝人作奴仆。然后吕嘉又乘机和他弟弟领兵攻入王宫，杀害了赵兴、樛太后和汉朝的使者。
吕嘉杀死赵兴之后，立赵婴齐和南越籍妻子所生的长子赵建德为新的南越王，并设计把韩千秋和樛乐率领的2000多人的军队全部消灭，吕嘉这一举动使汉武帝十分震怒，最终派10万大军于前112年冬灭亡了南越国。

## 历史影响
赵兴继承南越国的王位时年纪尚幼，无法控制到曾为三朝丞相的吕嘉，最后在其母樛太后和吕嘉的权力斗争中致使自己被吕嘉所杀，也因此使汉武帝找到出兵南越國的借口，并最终致使南越国彻底地被汉武帝所灭。